# 安华苏丁
安华苏丁，全名为莫哈末安华·苏丁，马来西亚政治人物，伊斯兰党党员，曾经担任霹雳州议会曾吉容州议员（2008年至2013年）。

## 政治生涯
2008年大选，代表回教党参加并赢得霹雳州议会曾吉容州议席。